# Problém ekonomické kalkulace
Problémem ekonomické kalkulace je kritika použití ekonomického plánování jako náhrady za tržní alokaci výrobních faktorů. Poprvé to navrhl Ludwig von Mises ve svém článku „Ekonomická kalkulace v socialistickém společenství“ z roku 1920 a později ho rozšířil Friedrich Hayek.
Ve svém prvním článku, popsal Mises podstatu cenového systému za kapitalismu a popsal, jak se jednotlivé subjektivní hodnoty převádějí do objektivních informací nezbytných pro racionální alokaci zdrojů ve společnosti. Argumentoval, že plánování ekonomiky nutně vede k iracionální a neefektivní alokaci zdrojů . Na tržních burzách odrážejí ceny nabídku a poptávku po zdrojích, pracovní síle a produktech. V článku se Mises ve své kritice zaměřil na nevyhnutelné nedostatky socializace kapitálových statků, později však ve své knize Socialismus dále rozvedl různé formy socialismu.
Mises a Hayek tvrdili, že ekonomický výpočet je možný pouze na základě informací poskytovaných prostřednictvím tržních cen a že v byrokratických nebo technokratických metodách alokace chybí metody racionálního přidělování zdrojů. Misesova analýza se soustředila na cenovou teorii, zatímco Hayek šel cestou hlubší analýzy informací a podnikání. Debata zuřila ve dvacátých a třicátých letech minulého století a toto konkrétní období debaty je ekonomickými historiky známé jako spor o ekonomickou kalkulaci v socialismu. Počáteční kritika Misese obdržela několik reakcí a vedla ke koncepci tržního socialismu typu pokus-omyl, nejzmiňovanější je Lange-Lernerova věta .
V příspěvku z roku 1920 Mises předložil argumenty, že cenové systémy v socialistických ekonomikách byly nutně nedostatečné, protože pokud by veřejný subjekt vlastnil všechny výrobní prostředky, nebylo možné získat racionální ceny za kapitálové statky, protože šlo pouze o interní převody zboží a nikoli o „objekty“ výměny, na rozdíl od konečného zboží. Byly proto nenáročné, a z tohoto důvodu by systém byl nutně iracionální, protože centrální plánovači by nevěděli, jak efektivně alokovat dostupné zdroje.  Napsal, že „racionální ekonomická aktivita je v socialistickém společenství nemožná“.  Mises rozvinul kritiku socialismu podrobněji ve své knize Socialismus z roku 1922 s tím, že systém tržních cen je výrazem praxeologie a nelze jej replikovat žádnou formou byrokracie.